# Варковицкий, Владимир Александрович
Влади́мир Алекса́ндрович Варкови́цкий (19 декабря 1915  [1 января 1916], Одесса, Херсонская губерния — 9 октября 1974, Москва) — советский артист балета, балетмейстер, педагог. Кандидат искусствоведения (1969), заслуженный деятель искусств РСФСР (1972). 

## Биография
Родился 19 декабря (по старому стилю) 1915 года в Одессе в семье литератора и редактора Лии (Лидии) Моисеевны Варковицкой и Александра Мошко-Шулимовича (Морицовича) Варковицкого (1889—1920), товарища И. Э. Бабеля по Киевскому коммерческому училищу, которое они окончили уже в Саратове в 1916 году. Отец, вместе с братом Яковом Варковицким, владел «Техническим домом» в Одессе на Ришельевской улице, занимавшимся распространением электрооборудования на юге России. После безвременной смерти отца в 1920 году жил в Петрограде с дедушкой и бабушкой — Моисеем Яковлевичем Фельдманом и Сарой Давидовной Бродской (1865—1950), сестрой скрипача Адольфа Бродского. Позднее его мать с сёстрами также поселилась в Ленинграде.
В 1927 году поступил в Ленинградский хореографический техникум, который окончил в 1936 году по классу Владимира Пономарёва. В 1936—1938 годах — солист Ленинградского академического театра оперы и балета имени С. М. Кирова, где исполнял характерные партии (танец басков в «Пламени Парижа», Нурали в «Бахчисарайском фонтане»).
С 1937 года начал преподавать в родном хореографическом училище; одновременно поступив на балетмейстерское отделение, открытое при нём Фёдором Лопуховым в 1937 году. Первые хореографические работы осуществил в своей альма-матер, поставив балеты «Джанина» на музыку Гаэтано Доницетти (1937) и «Ночь перед Рождеством» Бориса Асафьева (1938).
Окончил в балетмейстерские курсы в 1940 году, в том же году осуществил в Ленинградском академическом Малом театре оперы и балета постановку балета Михаила Чулаки «Сказка о попе и о работнике его Балде», которая стала значительной вехой в развитии комедийного балета в СССР. В 1941—1943 годах был художественным руководителем балетной труппы этого театра.
С 1944 года жил в Москве, преподавал в Московском хореографическом училище, где среди прочего вёл курс «Этюды на современные темы». Тогда же совместно с Петром Аболимовым написал либретто балета «Мирандолина» по мотивам комедии Карло Гольдони «Хозяйка гостиницы». Большой театр заказал композитору С. Н. Василенко партитуру по этому либретто (была написана в 1946 году), и предполагалось, что балет будет ставить сам Варковицкий — однако из-за его увольнения из театра постановку в 1949 году осуществил Василий Вайнонен.
В 1953—1955 годах — балетмейстер Армянского академического театра оперы и балета имени А. Е. Спендиарова (Ереван).
В 1959 году создал первый в истории советского телевидения телевизионный фильм-балет «Граф Нулин», в котором выступил в качестве режиссёра, балетмейстера и соавтора сценария. Постановщик танцев в комедийной ленте Эльдара Рязанова «Человек ниоткуда» (1961).
Кроме либретто балета «Мирандолина» и энциклопедических статей о балете, Владимир Варковицкий также является соавтором книги «Всё о балете: Часть IV — Термины» (1966).
Умер в 1974 году. Похоронен на Введенском кладбище (3 уч.).

## Семья
- Жена — Елизавета Яковлевна Суриц, балетовед и театральный критик.
- Сёстры — Любовь Сигизмундовна Сталбо (урождённая Шпильберг, 1911—2015), инженер-конструктор, мемуаристка, была замужем за доктором военно-морских наук, вице-адмиралом К. А. Сталбо; Людмила Александровна Варковицкая, лингвист и педагог-методист, специалист по самодийским языкам.
- Тётя — писательница Бэла Моисеевна Прилежаева-Барская. Дяди — Яков Морицович Варковицкий, был крупным предпринимателем, издателем и редактором ежемесячного журнала «Техника и электричество» (1912—1914)[7]; Александр Фёдорович Лебедев (1882—1936), почвовед (муж родной сестры отца, Елизаветы Варковицкой)[8].
- Дед — Мойше-Шулим Мордкович Варковицкий (1851—1910), дубенский, позднее одесский мещанин[9].

## Постановки
Среди хореографических работ Владимира Варковицкого — балетные и эстрадные спектакли, концертные программы и отдельные номера, поставленные в нескольких театрах СССР.

### Балеты
- 1937 — «Джанина» на музыку Гаэтано Доницетти, Ленинградское хореографическое училище
- 1938 — «Ночь перед Рождеством» Б. В. Асафьева, Ленинградское хореографическое училище
- 1940 — «Сказка о попе и о работнике его Балде» М. И. Чулаки, Малый театр оперы и балета
- 1946 — «Снегурочка» на музыку П. И. Чайковского, Московское хореографическое училище
- 1949 — «Мирандолина» (Большой театр, совм. с П. Ф. Аболимовым),
- 1953 — «Хандут» А. А. Спендиарова, Ереванский театр оперы и балета
- 1955 — «Лебединое озеро» П. И. Чайковского, Ереванский театр оперы и балета
- 1958 — «Гаврош» Б. Л. Битова и Е. М. Корнблита, Малый театр оперы и балета
- 1960 — «Рассвет» В. Г. Загорского, Молдавский театр оперы и балета[10]
- 1961 — «Сильнее любви» А. С. Караманова по повести Б. А. Лавренёва «Сорок первый» (по собственному либретто), Малый театр оперы и балета
- 1961 — «Цветы», Малый театр оперы и балета
- 1962 — «Русские миниатюры», программа из номеров на музыку П. И. Чайковского, М. И. Глинки, А. К. Лядова, Н. А. Римского-Корсакова, Большой театр

### Эстрадные спектакли
- 1938 — «Солоха и женихи» на музыку Бориса Асафьева
- 1940 — «Поварёнок» на музыку И. О. Дунаевского

### Концертные номера
Эти номера выросли из его новаторского курса «Этюды на современные темы» в Московском хореографическом училище.
- «Чапаевцы» на музыку З. Л. Компанейца
- «Непокорённая» на музыку А. Н. Цфасмана
- «Царевна-лебедь» на музыку П. И. Чайковского
- «Летите, голуби» на музыку И. О. Дунаевского
- «Суворовцы» на музыку С. А. Чернецкого (1946)
- «Памятник» (по советским песням, 1951)
- танцы для ансамбля молдавского танца «Жок»

### Оперы
- «Евгений Онегин» (хореограф-постановщик)
- «Холопка» (балетмейстеры В. А. Варковицкий и Л. Г. Бейзельман)

## Публикации
- Суриц Н. Я., Жемчужина Е. Н., Варковицкий В. А. Всё о балете. Часть IV — Термины. — Л.: Музыка, 1966.

## Фильмография
- 1959 — «Граф Нулин», телефильм-балет на музыку Бориса Асафьева — сценарист, хореограф и режиссёр-постановщик.
- 1961 — «Человек ниоткуда», кинокомедия режиссёра Эльдара Рязанова — хореограф.